# Andreas Stokbro
Andreas Stokbro Nielsen (ur. 8 kwietnia 1997 w Brøndbyvester) – duński kolarz szosowy i torowy.

## Osiągnięcia

### Kolarstwo szosowe
Opracowano na podstawie:

2015
- 1. miejsce na etapie 2b Trofeo Karlsberg
- 1. miejsce w klasyfikacji punktowej Grand Prix Rüebliland

2016
- 1. miejsce na 3. etapie ZLM Roompot Tour
- 3. miejsce w mistrzostwach Danii U23 (start wspólny)

2017
- 2. miejsce w mistrzostwach Danii U23 (start wspólny)

2018
- 2. miejsce w Skive-Løbet
- 2. miejsce w Tour of Estonia
  - 1. miejsce w klasyfikacji młodzieżowej
  - 1. miejsce w klasyfikacji punktowej
  - 1. miejsce na 2. etapie
- 3. miejsce w mistrzostwach Danii U23 (jazda indywidualna na czas)
- 3. miejsce w mistrzostwach Danii U23 (start wspólny)
- 1. miejsce na 4. etapie Tour de l’Avenir (jazda drużynowa na czas)
- 2. miejsce w Lillehammer GP

2019
- 1. miejsce w Ronde van Vlaanderen U23

2022
- 2. miejsce w International Rhodes Grand Prix
- 1. miejsce na 2. etapie Tour du Loir-et-Cher
- 2. miejsce w Ringerike GP
- 1. miejsce w Grand Prix Herning
- 1. miejsce w klasyfikacji punktowej Oberösterreichrundfahrt
  - 1. miejsce na 1. etapie

### Kolarstwo torowe
Opracowano na podstawie:
2015
- 3. miejsce w mistrzostwach Europy juniorów (madison)

## Rankingi

### Kolarstwo szosowe
| Rok             | 2016  | 2017 | 2018 | 2019 | 2020 | 2021 | 2022 | 2023 | 2024  |
| --------------- | ----- | ---- | ---- | ---- | ---- | ---- | ---- | ---- | ----- |
| World Ranking   | 1198. | 857. | 355. | 357. | -    | 985. | 340. | 569. | 1033. |
| UCI Europe Tour | 821.  | 544. | 181. | 289. | -    | 735. | 272. | -    | -     |
|                 |       |      |      |      |      |      |      |      |       |
| Źródło: UCI     |       |      |      |      |      |      |      |      |       |